# Le Destin des jumeaux Fabrègues
Le Destin des jumeaux Fabrègues est un roman d'Hélène Legrais publié en 2004 aux Presses de la Cité dans la collection « Romans Terres de France ».

## Résumé
En 1885 Jepe est vigneron à Rivesaltes, dans les Pyrénées-Orientales. Lui et sa femme Lucie ont des jumeaux : Joan et Jordi. Ils mettent Jordi en nourrice non loin de là, à Baixas. Les jumeaux ne se rencontrent qu'à 3 ans et Jordi ne revient qu'à 6. Lucie meurt vers 1895. S'opposant à Jepe lors de l'enterrement, Jordi repart à Baixas. À 13 ans, Jepe met Jordi comme « aide » chez un rempailleur et le reprend en 1901. En 1907 les vignerons de Baixas lancent la grève de l'impôt reprise dans tout le Midi. Les jumeaux participent aux manifestations. Jordi se fâche avec Jepe et part à Cuba. Joan épouse Anna. Jepe meurt. En 1910 Anna met au monde Jordi. En 1970 Jordi junior vend du vin à la fille de son oncle Jordi.